# Экономика Мексики
Экономика Мексики является экспортно-ориентированной развивающейся рыночной экономикой. По данным Международного валютного фонда, она занимает 16-е место в мире по номинальному ВВП и 13-е место по паритету покупательной способности. После кризиса 1994 года администрации улучшили макроэкономические показатели страны. Мексика не испытала значительного влияния южноамериканского кризиса 2002 года и сохранила положительные, хотя и низкие, темпы роста после короткого периода стагнации в 2001 году. Тем не менее, Мексика была одной из латиноамериканских стран, наиболее пострадавших от рецессии 2008 года, её валовой внутренний продукт сократился более чем на 6 % в этом году.
Мексиканская экономика отличается беспрецедентной макроэкономической стабильностью, что позволило снизить инфляцию и процентные ставки до рекордно низкого уровня. Несмотря на это, сохраняется значительный разрыв между городским и сельским населением, северными и южными штатами, богатыми и бедными. Среди нерешенных вопросов — модернизация инфраструктуры, модернизация налоговой системы и трудового законодательства, а также сокращение неравенства в доходах. Налоговые поступления, составлявшие в 2021 году 16,7 % от ВВП, были самыми низкими среди 38 стран ОЭСР.
Поскольку экономика Мексики является экспортно-ориентированной, более 90 % её торговли осуществляется в рамках соглашений о свободной торговле с более чем 40 странами, в первую очередь с США и Канадой, а также с Евросоюзом, Японией, Израилем и большинством стран Центральной и Южной Америки. В 2016 году 16 компаний Мексики входили в список крупнейших компаний мира Forbes Global 2000.
Мексика занимает 12-е место в мире по объёму экспорта и 20-е место по сложности экономики согласно Индексу экономической сложности (ECI). В 2021 году Мексика экспортировала товаров и услуг на $417,8 млрд и импортировала на $441,7 млрд, зафиксировав отрицательный торговый баланс в размере $23,8 млрд.

## История

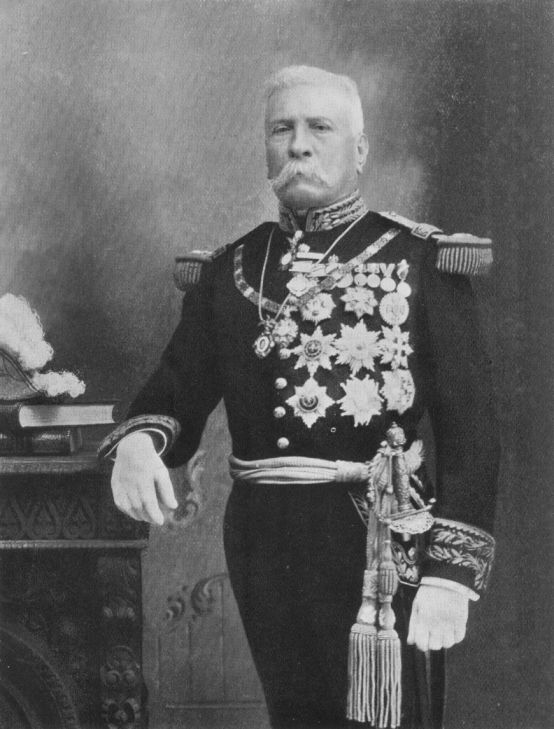
Порфирио Диас, (1876—1911), во время президентства которого произошла быстрая индустриализация с участием иностранного капитала

Порфириат принес беспрецедентный экономический рост в последней четверти XIX века. Этот рост сопровождался иностранными инвестициями и притоком иммигрантов из Европы, развитием железнодорожной сети и освоением природных ресурсов страны. Ежегодный экономический рост в период с 1876 по 1910 год составлял в среднем 3,3 %. В аграрном секторе стала доминировать крупная частная собственность. К концу диктатуры Порфирио Диаса 97 % пахотных земель принадлежало 1 % населения, а 95 % крестьян были безземельными, становясь батраками в огромных имениях или формируя обнищавший городской пролетариат, восстания которого подавлялись одно за другим.
Социальное неравенство привело к Мексиканской революции (1910—1920), вооруженному конфликту, который радикально изменил политическую, социальную, культурную и экономическую структуру Мексики. Война оставила тяжелые последствия для экономики и привела к сокращению численности населения.
Период с 1940 по 1970 год историки экономики назвали Мексиканским чудом — периодом экономического роста, который последовал за окончанием Мексиканской революции и возобновлением накопления капитала в мирное время. В этот период Мексика приняла модель импортозамещающей индустриализации (ISI), которая защищала и способствовала развитию национальной промышленности. Мексика пережила экономический бум, в ходе которого промышленность быстро расширяла свое производство. Важными изменениями в экономической структуре стали бесплатная раздача земли крестьянам в рамках концепции эхидо, национализация нефтяных и железнодорожных компаний, включение социальных прав в Конституцию 1917 года, рождение крупных и влиятельных профсоюзов и модернизация инфраструктуры. Если с 1940 по 1970 год численность населения удвоилась, то ВВП за тот же период вырос в шесть раз.

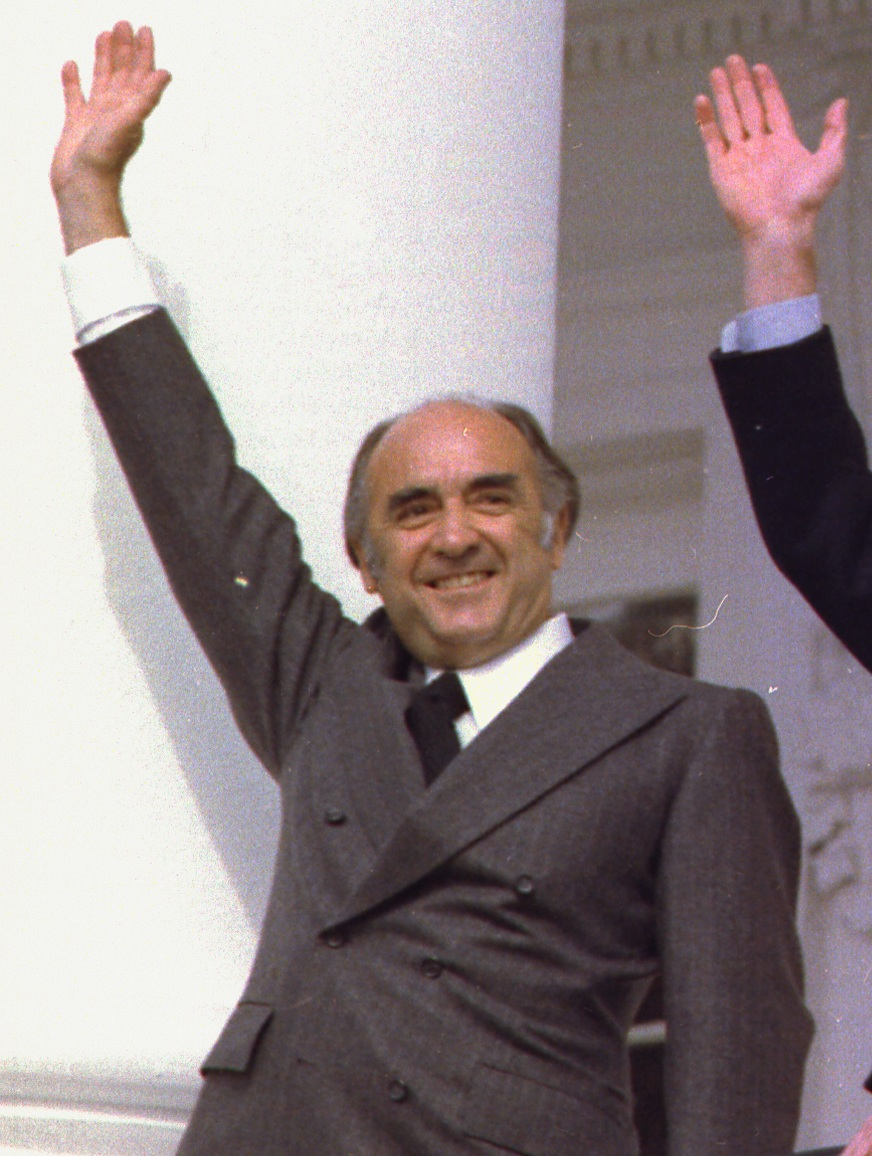
Президент Хосе Лопес Портильо 1976—1982, во время правления которого экономика страны взлетела после обнаружения нефти, а затем рухнула, когда цена на неё упала

Рост в рамках модели ISI достиг своего пика в конце 1960-х годов. В 1970-е годы правительства Луиса Эчеверрии (1970-76) и Хосе Лопеса Портильо (1976-82) пытались включить в свою политику социальное развитие, что повлекло за собой увеличение государственных расходов. После открытия обширных нефтяных месторождений в период роста цен на нефть и низких международных процентных ставок правительство брало займы на международных рынках капитала для инвестирования в государственную нефтяную компанию Pemex, которая представлялась долгосрочным источником дохода для повышения социального благосостояния. Президент Лопес Портильо объявил, что пришло время «управлять процветанием», поскольку Мексика увеличила добычу нефти в несколько раз и стала четвёртым по величине экспортером в мире.
В начале 1989-х годов цены на нефть упали, а процентные ставки выросли. В 1982 году Лопес Портильо, перед самым завершением своего срока, приостановил выплаты по внешнему долгу, девальвировал песо и национализировал банковскую систему, а также многие другие отрасли, серьёзно пострадавшие от кризиса, в том числе сталелитейную промышленность. Хотя импортозамещение способствовало мексиканской индустриализации, к 1980-м годам длительная защита мексиканских компаний привела к неконкурентоспособному промышленному сектору с низким ростом производительности.
Президент Мигель де ла Мадрид (1982-88) был первым из целой серии президентов, проводивших неолиберальную политику. После кризиса 1982 года правительство, не имея возможности брать кредиты, прибегло к девальвации валюты, что вызвало высокую инфляцию, достигшую в 1987 году рекордных 139,7 % в год.
Одним из первых шагов к либерализации торговли стало подписание Мексикой Генерального соглашения по тарифам и торговле (GATT) в 1986 году при президенте де ла Мадриде. Во время правления Карлоса Салинаса де Гортари (1988-94) многие государственные компании были приватизированы. Телефонная компания Telmex была продана Карлосу Слиму. Также был приватизирован ряд банков. В 1992 году Мексика подписала соглашение о присоединении к Североамериканской зоне свободной торговли (NAFTA), оно вступило в силу 1 января 1994 года.

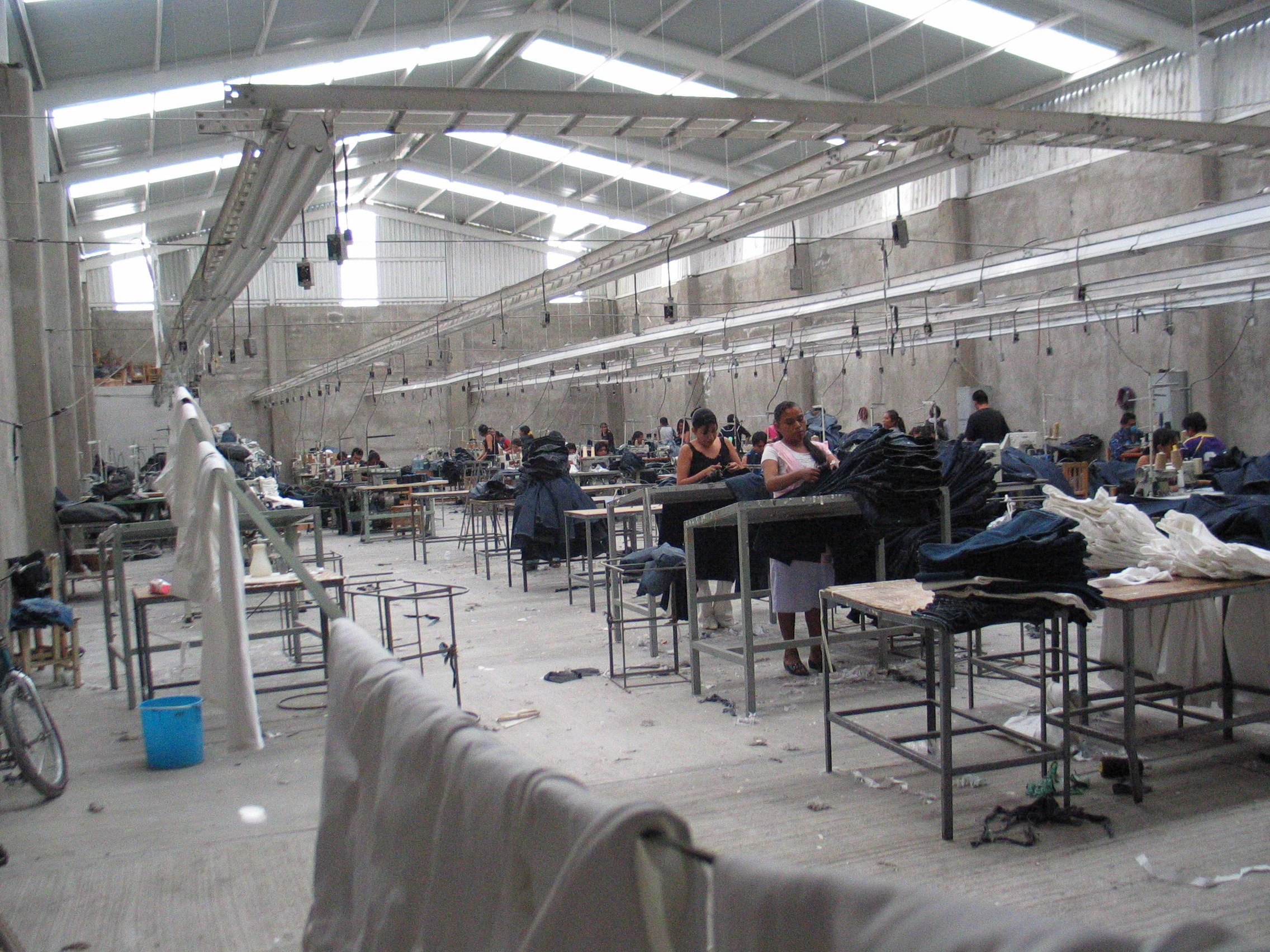
Швейная макиладора в Мексике, 2007 год

В начале 1980-х годов нефть составляла около 90 % экспорта Мексики, но в последующие десятилетия вырос несырьевой экспорт благодаря развитию экспортно ориентированной промышленности. В 1985 году экспортная выручка макиладорас (аутсорсинговые предприятия) превысила экспортную выручку от нефти, а к концу века макиладорас давали уже 25 % ВВП страны и 17 % всей занятости.
Салинас также ввёл жёсткий контроль над ценами и договорился с главой профсоюзов Фиделем Веласкесом о снижении минимальной заработной платы. Несмотря на то, что его стратегия была успешной в снижении инфляции, средний рост экономики составлял всего 2,8 % в год. Из-за фиксированного курса песо дефицит текущего баланса рос и к 1994 году достиг 7 % ВВП. Дефицит финансировался через тесобонос (долларовых гособлигаций).
Восстание в Чьяпасе в январе 1994 года и политические убийства Луиса Дональдо Колосио и Хосе Франсиско Руиса Масьеу в 1994 году снизили доверие инвесторов. Держатели государственного долга начали продавать свои тесобоно, истощив резервы Центрального банка. Эта неустойчивая ситуация в конечном итоге вынудила пришедшую к власти администрацию Седильо принять плавающий обменный курс. Песо резко обесценилось, и в декабре 1994 года страна вступила в экономический кризис, который удалось преодолеть за 18 месяцев. В период с 1995 по 2000 год среднегодовой рост составил 5,1 процента.
При президентах Эрнесто Седильо (1994—2000) и Висенте Фокс (2000-06), был продолжен курс на либерализацию торговли. Во время правления Фокса было подписано несколько ССТ с латиноамериканскими и европейскими странами, Японией и Израилем. Таким образом, Мексика стала одной из самых открытых для торговли стран мира. Общий объём торговли с США и Канадой утроился, а общий объём экспорта и импорта с 1991 по 2003 год увеличился почти в четыре раза. Характер иностранных инвестиций также изменился: доля прямых иностранных инвестиций (ПИИ) увеличилась по сравнению с портфельными инвестициями.
В период с 2014 по 2020 год реальный ВВП Мексики сократился на 2,95 %, основной причиной этого была сланцевая революция в США, которая привела к падению цены на нефть; доля нефтегазового сектора упала с 4,9 % в 2014 году до 2 % в 2016 году и 1,3 % в 2023 году. Однако за следующие 3 года ВВП вырос почти на 13 %, что было вызвано притоком иностранных инвестиций в промышленность и горнодобывающий сектор.
4 марта 2025 года вступили в силу 25-процентные пошлины США на весь импорт из Мексики. Они были введены после месячной отсрочки несмотря на то, что президент Мексики Клаудия Шейнбаум выполнила ряд требований США, включая применение национальной гвардии для ограничения потока нелегальных мигрантов и контрабанды наркотиков, выдачу лидеров наркокартелей, введение пошлин на товары из Китая.

## Макроэкономические оказатели
В следующей таблице представлены основные экономические показатели в 1980—2019 годах. Инфляция ниже 5 % обозначена зелёным цветом.
| Год  | ВВП по ППС (в млрд долл. США) | ВВП по ППС на душу населения (в долл. США) | ВВП (ном.) (в млрд долл. США) | ВВП (ном.) на душу населения (в долл. США) | Рост ВВП (реальный) | Уровень инфляции (в %) | Безработица (в %) | Госдолг (в % от ВВП) |
| ---- | ----------------------------- | ------------------------------------------ | ----------------------------- | ------------------------------------------ | ------------------- | ---------------------- | ----------------- | -------------------- |
| 1980 | 433                           | 6360                                       | 242                           | 3560                                       | ▲9,5 %              | ▲26,5 %                | 1,2 %             | н/д                  |
| 1981 | ▲519                          | ▲7450                                      | ▲311                          | ▲4460                                      | ▲9,6 %              | ▲28,0 %                | ▼0,9 %            | н/д                  |
| 1982 | ▲551                          | ▲7720                                      | ▼226                          | ▼3160                                      | ▼0,0 %              | ▲59,1 %                | ▲4,2 %            | н/д                  |
| 1983 | ▲546                          | ▼7480                                      | ▼184                          | ▼2520                                      | ▼-4,6 %             | ▲101,8 %               | ▲6,1 %            | н/д                  |
| 1984 | ▲586                          | ▲7840                                      | ▲217                          | ▲2900                                      | ▲3,5 %              | ▲65,4 %                | ▼5,6 %            | н/д                  |
| 1985 | ▲616                          | ▲8070                                      | ▲230                          | ▲3020                                      | ▲1,9 %              | ▲57,8 %                | ▼4,4 %            | н/д                  |
| 1986 | ▼604                          | ▼7740                                      | ▼159                          | ▼2040                                      | ▼-3,9 %             | ▲86,5 %                | ▼4,3 %            | н/д                  |
| 1987 | ▲631                          | ▲7930                                      | ▲175                          | ▲2190                                      | ▲2,1 %              | ▲132,0 %               | ▼3,9 %            | н/д                  |
| 1988 | ▲662                          | ▲8140                                      | ▲214                          | ▲2630                                      | ▲1,2 %              | ▲113,5 %               | ▼3,5 %            | н/д                  |
| 1989 | ▲713                          | ▲8600                                      | ▲261                          | ▲3140                                      | ▲3,6 %              | ▲19,9 %                | ▼2,9 %            | н/д                  |
| 1990 | ▲778                          | ▲9210                                      | ▲308                          | ▲3640                                      | ▲5,3 %              | ▲26,7 %                | ▼2,7 %            | н/д                  |
| 1991 | ▲836                          | ▲9710                                      | ▲369                          | ▲4280                                      | ▲4,0 %              | ▲22,6 %                | ▼2,7 %            | н/д                  |
| 1992 | ▲886                          | ▲10 100                                    | ▲428                          | ▲4870                                      | ▲3,6 %              | ▲15,5 %                | ▲2,8 %            | н/д                  |
| 1993 | ▲933                          | ▲10 440                                    | ▲530                          | ▲5930                                      | ▲2,9 %              | ▲9,8 %                 | ▲3,4 %            | н/д                  |
| 1994 | ▲995                          | ▲10 940                                    | ▲554                          | ▲6090                                      | ▲4,4 %              | ▲7,0 %                 | ▲3,7 %            | н/д                  |
| 1995 | ▼956                          | ▼10 330                                    | ▼380                          | ▼4110                                      | ▼-5,9 %             | ▲35,1 %                | ▲6,2 %            | н/д                  |
| 1996 | ▲1030                         | ▲10 990                                    | ▲432                          | ▲4600                                      | ▲6,2 %              | ▲34,4 %                | ▼5,5 %            | 42,5 %               |
| 1997 | ▲1130                         | ▲11 810                                    | ▲523                          | ▲5480                                      | ▲7,2 %              | ▲20,6 %                | ▼3,7 %            | ▼39,1 %              |
| 1998 | ▲1210                         | ▲12 500                                    | ▲557                          | ▲5760                                      | ▲6,2 %              | ▲15,9 %                | ▼3,2 %            | ▲39,7 %              |
| 1999 | ▲1260                         | ▲12 860                                    | ▲631                          | ▲6440                                      | ▲2,8 %              | ▲16,6 %                | ▼2,5 %            | ▲41,7 %              |
| 2000 | ▲1350                         | ▲13 630                                    | ▲742                          | ▲7470                                      | ▲5,0 %              | ▲9,5 %                 | ▼2,2 %            | ▼38,5 %              |
| 2001 | ▲1380                         | ▲13 690                                    | ▲796                          | ▲7900                                      | ▼-0,5 %             | ▲6,4 %                 | ▲2,8 %            | ▼37,3 %              |
| 2002 | ▲1400                         | ▼13 670                                    | ▲811                          | ▲7930                                      | ▼-0,2 %             | ▲5,0 %                 | ▲3,0 %            | ▲39,9 %              |
| 2003 | ▲1440                         | ▲13 920                                    | ▼766                          | ▼7390                                      | ▲1,2 %              | ▲4,6 %                 | ▲3,4 %            | ▲42,1 %              |
| 2004 | ▲1530                         | ▲14 600                                    | ▲819                          | ▲7810                                      | ▲3,6 %              | ▲4,7 %                 | ▲3,9 %            | ▼38,9 %              |
| 2005 | ▲1610                         | ▲15 180                                    | ▲918                          | ▲8630                                      | ▲2,1 %              | ▲4,0 %                 | ▼3,5 %            | ▼36,8 %              |
| 2006 | ▲1740                         | ▲16 170                                    | ▲1020                         | ▲9460                                      | ▲4,8 %              | ▲3,6 %                 | ▲3,5 %            | ▼35,8 %              |
| 2007 | ▲1830                         | ▲16 690                                    | ▲1100                         | ▲10 060                                    | ▲2,1 %              | ▲4,0 %                 | ▲3,6 %            | ▼35,5 %              |
| 2008 | ▲1880                         | ▲16 910                                    | ▲1160                         | ▲10 440                                    | ▲0,9 %              | ▲5,1 %                 | ▲3,9 %            | ▲40,6 %              |
| 2009 | ▼1770                         | ▼15 690                                    | ▼943                          | ▼8350                                      | ▼-6,3 %             | ▲5,3 %                 | ▲5,3 %            | ▲41,7 %              |
| 2010 | ▲1880                         | ▲16 420                                    | ▲1110                         | ▲9630                                      | ▲5,0 %              | ▲4,2 %                 | ▼5,3 %            | ▼40,2 %              |
| 2011 | ▲1990                         | ▲17 090                                    | ▲1230                         | ▲10 550                                    | ▲3,4 %              | ▲3,4 %                 | ▼5,2 %            | ▲41,2 %              |
| 2012 | ▲2100                         | ▲17 820                                    | ▲1260                         | ▲10 630                                    | ▲3,6 %              | ▲4,1 %                 | ▼4,9 %            | ▼40,8 %              |
| 2013 | ▲2150                         | ▲17 980                                    | ▲1330                         | ▲11 100                                    | ▲0,9 %              | ▲3,8 %                 | ▲4,9 %            | ▲44,1 %              |
| 2014 | ▲2250                         | ▲18 620                                    | ▲1360                         | ▲11 270                                    | ▲2,5 %              | ▲4,0 %                 | ▼4,8 %            | ▲47,1 %              |
| 2015 | ▲2310                         | ▲18 870                                    | ▼1210                         | ▼9920                                      | ▲2,7 %              | ▲2,7 %                 | ▼4,4 %            | ▲51,0 %              |
| 2016 | ▲2460                         | ▲19 890                                    | ▼1110                         | ▼9000                                      | ▲1,8 %              | ▲2,8 %                 | ▼3,9 %            | ▲55,0 %              |
| 2017 | ▲2540                         | ▲20 360                                    | ▲1190                         | ▲9540                                      | ▲1,9 %              | ▲6.0 %                 | ▼3,4 %            | ▼52,5 %              |
| 2018 | ▲2650                         | ▲21 030                                    | ▲1260                         | ▲9970                                      | ▲2,0 %              | ▲4,9 %                 | ▼3,3 %            | ▼52,2 %              |
| 2019 | ▲2690                         | ▲21 130                                    | ▲1310                         | ▲10 260                                    | ▼-0,3 %             | ▲3,6 %                 | ▲3,5 %            | ▼51,9 %              |
| 2020 | ▼2490                         | ▼19 410                                    | ▼1120                         | ▼8740                                      | ▼-8,6 %             | ▲3,4 %                 | ▲4,4 %            | ▲58,5 %              |
| 2021 | ▲2750                         | ▲21 330                                    | ▲1310                         | ▲10 180                                    | ▲5,7 %              | ▲5,7 %                 | ▼4,1 %            | ▼56,9 %              |
| 2022 | ▲3060                         | ▲23 560                                    | ▲1460                         | ▲11 260                                    | ▲3,9 %              | ▲7,9 %                 | ▼3,3 %            | ▼54,2 %              |
| 2023 | ▲3280                         | ▲24 980                                    | ▲1790                         | ▲13 640                                    | ▲3,2 %              | ▼5,5 %                 | ▼2,8 %            | ▼53,1 %              |
| 2024 | ▲3430                         | ▲25 960                                    | ▲2020                         | ▲15 250                                    | ▲2,4 %              | ▼4,0 %                 | ▬2,8 %            | ▲55,6 %              |

### Бедность и социальное неравенство

Процент населения, живущего в бедности, по штатам

По оценкам правительства Мексики, 33 % населения страны живёт в условиях умеренной бедности и 9 % — в условиях крайней бедности. По данным SEDESOL (агентство социального развития Мексики), 6 % (7,4 млн человек) живут в крайней бедности и страдают от отсутствия продовольственной безопасности. По данным Всемирного банка, в 2004 году 17,6 % населения Мексики жили в условиях крайней бедности, а 21 % — в условиях умеренной бедности.
В 2007 году один человек в Мексике, Карлос Слим, имел чистую стоимость, равную шести процентам ВВП. Кроме того, только десять процентов мексиканцев представляют 25 % ВВП Мексики. Меньшая группа, 3,5 %, представляет 12,5 % ВВП Мексики.
По данным ОЭСР, Мексика является страной со второй после Чили степенью экономического неравенства между крайне бедными и крайне богатыми, хотя за последнее десятилетие этот разрыв сократился. Нижние десять процентов по уровню доходов распоряжаются 1,36 % ресурсов страны, в то время как верхние 10 % распоряжаются почти 36 %. Организация также отмечает, что бюджетные расходы Мексики на борьбу с бедностью и социальное развитие составляют лишь около трети от среднего показателя по ОЭСР — как в абсолютных, так и в относительных цифрах.
По данным на 2016 год, 57,4 % (52,4 %, если исключить аграрный сектор) всех занятых в Мексике работали неофициально (в теневом секторе — 27,1 %, плюс домашние работники и неформально занятые в официальном секторе).

### Денежные переводы
В 2017 году Мексика была четвёртым по величине получателем денежных переводов в мире. Денежные переводы, отправляемые мексиканцами, живущими за границей, в основном в США, своим семьям на родину в Мексику, составили $28,5 млрд в 2017 году. В 2015 году денежные переводы обогнали нефть и стали крупнейшим источником валютных поступлений для Мексики. В 2023 году сумма денежных переводов достигла 63 млрд долларов.
Основными штатами, получающими денежные переводы в 2014 году, были Мичоакан, Гуанахуато, Халиско, штат Мехико и Пуэбла, на них в сумме пришлось 45 % от общего объёма денежных переводов. Правительства нескольких штатов при поддержке федерального правительства реализовали программы по использованию части денежных переводов для финансирования общественных работ. Эта программа под названием Dos por Uno (Два по цене одного) разработана таким образом, что на каждый песо, внесенный мигрантами из их денежных переводов, правительство штата и федеральное правительство инвестируют два песо в строительство инфраструктуры в их родных общинах.

### Региональные экономики
По состоянию на 2020 году наибольший вклад в сельское хозяйство внесли штаты Халиско (13,2 %), Мичоакан (9,9 %), Синалоа (7,5 %), Веракрус (7,4 %), Сонора (6,5 %), Чиуауа (6,0 %), Гуанахуато (5,0 %), Пуэбла (3,5 %), Мехико (3,1 %), Чиапас (3 %) и Дуранго (2,9 %). Наибольший вклад в промышленное производство внесли Мехико (10,5 %), Нуэво-Леон (7,4 %), Халиско (7 %), Веракрус (4,4 %), Гуанахуато (3,8 %), Пуэбла — 3,1 %, Баха Калифорния (3 %), Чиуауа (2,8 %), Тамаулипас и Мичоакан — по 2,7 %. До 1980-х годов экономика была в основном централизована в столице страны; с тех пор происходит постепенная децентрализация. Несмотря на это, он по-прежнему обеспечивает 16,4 % национального ВВП. В 2000 году субъектами федерации с самым высоким уровнем ВВП на душу населения были Мехико ($17 696), Кампече ($13 153) и Нуэво-Леон ($13 033); штатами с самым низким уровнем ВВП на душу населения были Чьяпас ($3302), Оахака ($3489) и Герреро ($4112).
Другими заметными центрами занятости являются промышленные портовые комплексы Ласаро Карденас и Альтамира, пограничная зона, где в Сьюдад-Хуаресе, Тихуане, Рейносе и Матаморосе созданы промышленная макиладора, а также развитая нефтяная деятельность в Кампече, Сьюдад-дель-Кармен, Коацакоалькос и Тампико.
Согласно данным Национального института статистики и географии за 2020 год, штатами с самой высокой долей национального валового внутреннего продукта были Мехико, штат Мехико, Нуэво-Леон, Халиско, Веракрус, Гуанахуато, Баха Калифорния, Коауила, Чиуауа, Сонора, Пуэбла и Тамаулипас.

### Прямые иностранные инвестиции
В 2023 году Мексика привлекла прямые иностранные инвестиции на сумму 35,3 млрд долларов, накопленные инвестиции составили 649,2 млрд долларов. Основными источниками инвестиций были США (46,7 %), Испания (13,7 %), Канада (7,4 %), Япония (4,6 %) и Германия (4,5 %). Почти половина (47,6 %) накопленных инвестиций пришлась на промышленное производство, далее по значимости следовали финансовый сектор (14,6 %), торговля (7,5 %) и горнодобывающая промышленность (5,9 %). Инвестиции в основном привлекают столичный регион и территории, прилегающие к границе с США. Заметная доля иностранных инвестиций приходится на туристическую отрасль на полуострове Юкотан.
Благодаря соглашениям о свободной торговле и членству во многих международных организациях Мексика хорошо интегрирована в мировую экономику. Другими факторами, привлекающими иностранные инвестиции, являются положение рядом с США, значительные природные ресурсы, дешёвая и сравнительно квалифицированная рабочая сила. Основные недостатки — рост организованной преступности, проблемы в энергетическом секторе и налоговой системе, коррумпированный и неэффективный бюрократический аппарат, плохо развитая инфраструктура и система образования.
Политика правительства направлена на привлечение инвестиций, для этого в слабо развитых южных штатах созданы специальные экономические зоны, также есть свободные торговые зоны, из которых товары можно экспортировать беспошлинно, система IMMEX, по которой можно беспошлинно ввозить комплектующие и сырьё и вывозить готовую продукцию.

## Сельское хозяйство

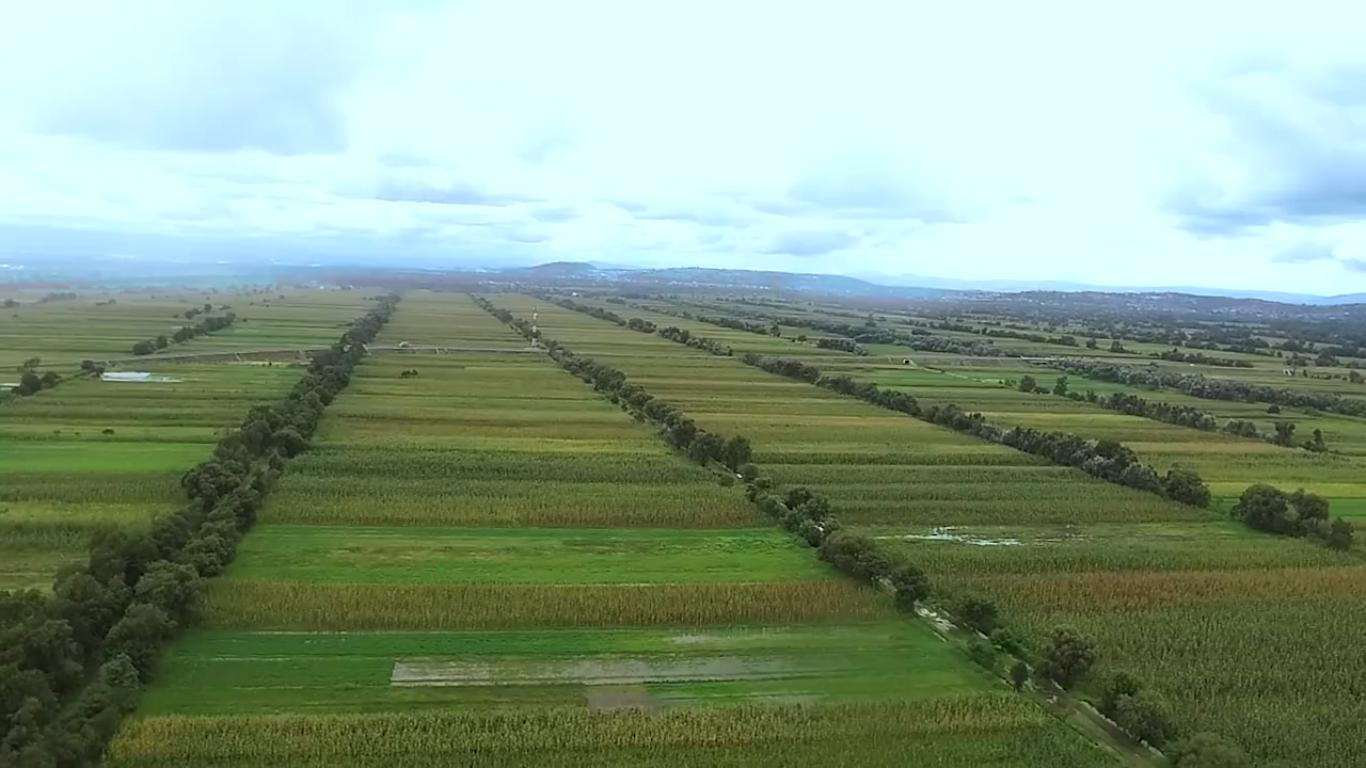
Кукурузные поля Тлакскала-де-Ксикохтенкатль

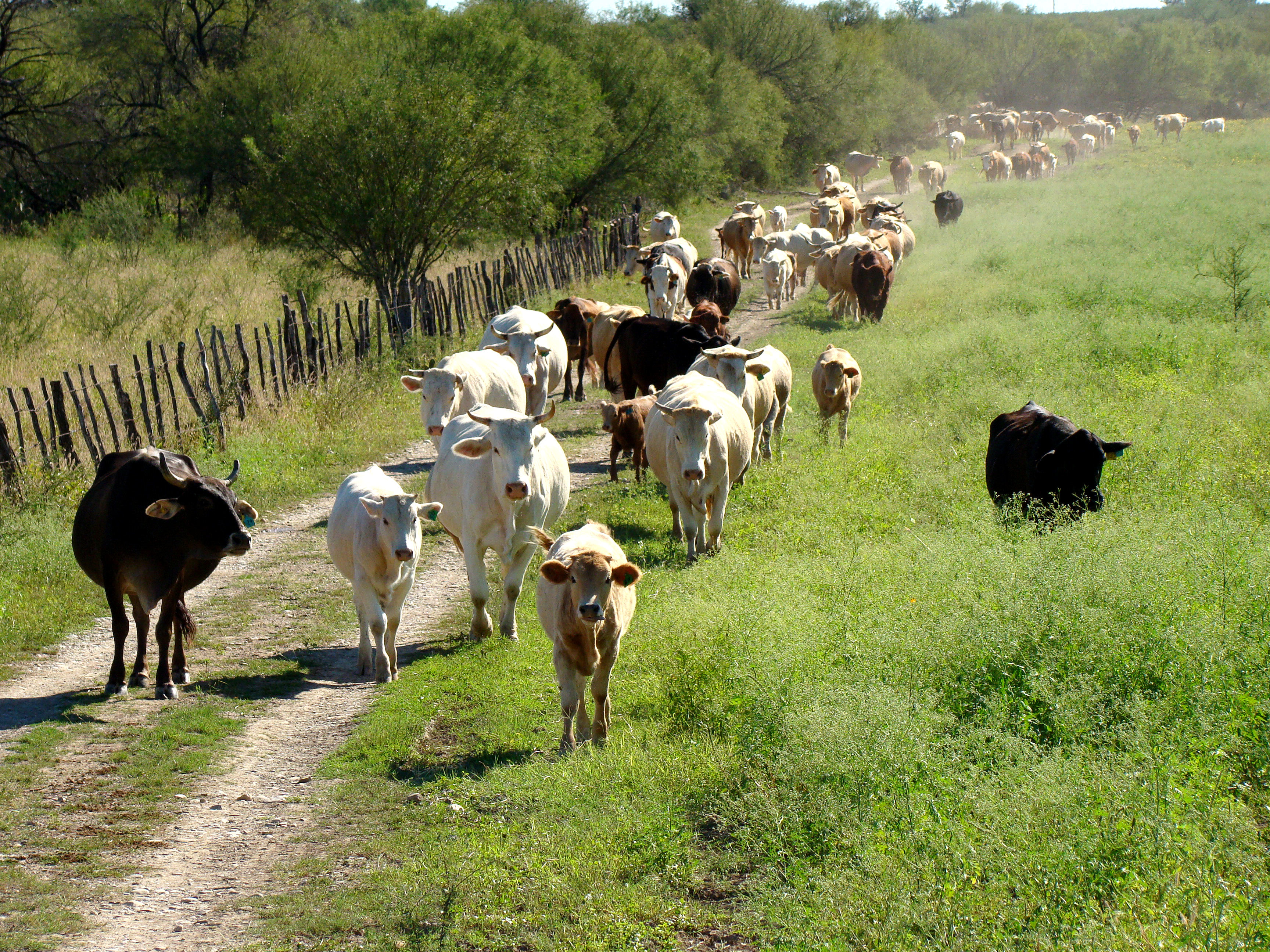
Крупный рогатый скот в Хенераль-Теране

Доля сельского хозяйства в общем ВВП неуклонно снижалась, в 2017 году на него приходилось 3,6 % ВВП по сравнению с 7 % в 1990 году и 25 % в 1970 году. Засушливый климат и горный рельеф делают большую часть территории Мексики малопригодной для земледелия, поэтому Мексика является нетто-импортёром продовольствия. В 2019 году производство агропродукции в Мексике составило 139 млн т, из них 7,8 млн т было экспортировано (в основном овощей и фруктов), а импорт составил 37 млн т (преимущественно жёлтая кукуруза и другие кормовые культуры, а также пшеница).
По итогам Мексиканской революции была создана система эхидо (сельскохозяйственных коммун), безземельные крестьяне получили небольшие (4—8 га) участки земли, многие из которых позже были приватизированы. С 1990-х годов правительство Мексики поощряет развитие крупных аграрных предприятий. По данным национальной аграрной переписи 2019 года, в Мексике было 3,78 млн фермерских хозяйств. На малые фермы (менее 5 га) приходится 19 % аграрной продукции, на средние (5—50 га) — 33 %, на крупные (более 50 га) — 64 %, на тепличные хозяйства — 2 %.
Сельскохозяйственные угодья по оценке на 2017 год занимают 54,9 % территории Мексики, в том числе пахотные земли — 11,8 %, постоянные культуры — 1,4 %, пастбища — 41,7 %; леса занимают треть площади страны. По площади посевов основными культурами являются белая кукуруза (6,67 млн га), бобовые (1,79 млн га), жёлтая кукуруза (1,53 млн га), сорго (1,41 млн га), пшеница (702 тыс. га), соя (188 тыс. га), перец чили (135 тыс. га), тыквы (55 тыс. га), лук (44 тыс. га), томаты (42 тыс. га), рис (27 тыс. га), амарант (4,2 тыс. га); из постоянных культур наибольшая площадь была под сахарным тростником (874 тыс. га), апельсинами (443 тыс. га), люцерной (397 тыс. га), авокадо (213 тыс. га), лимонами (209 тыс. га), манго (182 тыс. га).
В 2019 году урожай сахарного тростника составил 53,3 млн т, белой кукурузы — 25,8 млн т, жёлтой кукурузы — 5,4 млн т, пшеницы — 3,7 млн т, сорго — 3,7 млн т, апельсинов — 3,5 млн т, томатов — 2,9 млн т, авокадо — 2,0 млн т, перца чили — 2,0 млн т, бананов — 1,9 млн т, лимонов — 1,4 млн т, лука — 1,0 млн т, бобовых — 828 тыс. т, тыкв — 651 тыс. т, яблок — 406 тыс. т, винограда — 316 тыс. т, сои — 310 тыс. т, клубники — 233 тыс. т, риса — 157 тыс. т, какао — 24 тыс. т, амаранта — 5,4 тыс. т.
Площадь, отведенная под картофель, мало изменилась с 1980 года, а средняя урожайность с 1961 года выросла почти в три раза. В 2003 году производство достигло рекордных 1,7 млн тонн. Потребление картофеля на душу населения в Мексике составляет 17 кг в год, что очень мало по сравнению с потреблением кукурузы в 400 кг. В среднем, картофельные фермы в Мексике крупнее тех, которые занимаются выращиванием более основных продовольственных культур. Производство картофеля в Мексике осуществляется в основном в коммерческих целях; производство для домашнего потребления является очень незначительным.
Примерно 160 тыс. средних фермеров выращивают сахарный тростник в 15 мексиканских штатах; в стране насчитывается 54 сахарных завода, которые в 2010 году произвели 4,96 млн тонн сахара. Сахарная промышленность Мексики характеризуется высокими производственными затратами и отсутствием инвестиций. Мексика производит больше сахара, чем потребляет.
Мексика, безусловно, является крупнейшей в мире страной по выращиванию авокадо, производя в несколько раз больше, чем второй по величине производитель. В 2013 году общая площадь, отведенная под производство авокадо, составила 188 723 га, а урожай в 2017 году составил 2,03 млн тонн. Наибольший объём производства приходится на штаты Мексика, Морелос, Наярит, Пуэбла и Мичоакан — 86 % от общего объёма.
По производству кофе Мексика по состоянию на 2009 год занимала 8-е место в мире (252 000 тонн). Выращивание кофе в основном сосредоточено в южных центральных и южных регионах страны. По большей части это арабика, которая особенно хорошо растет в прибрежном районе Соконуско, штат Чьяпас, недалеко от границы с Гватемалой. Мексика является крупнейшим источником импорта кофе в США. Известные сорта включают Altura, Liquidambar MS и Pluma Coixtepec. Кофе — главная экспортная сельскохозяйственная культура (не считая наркотических).

## Горное дело

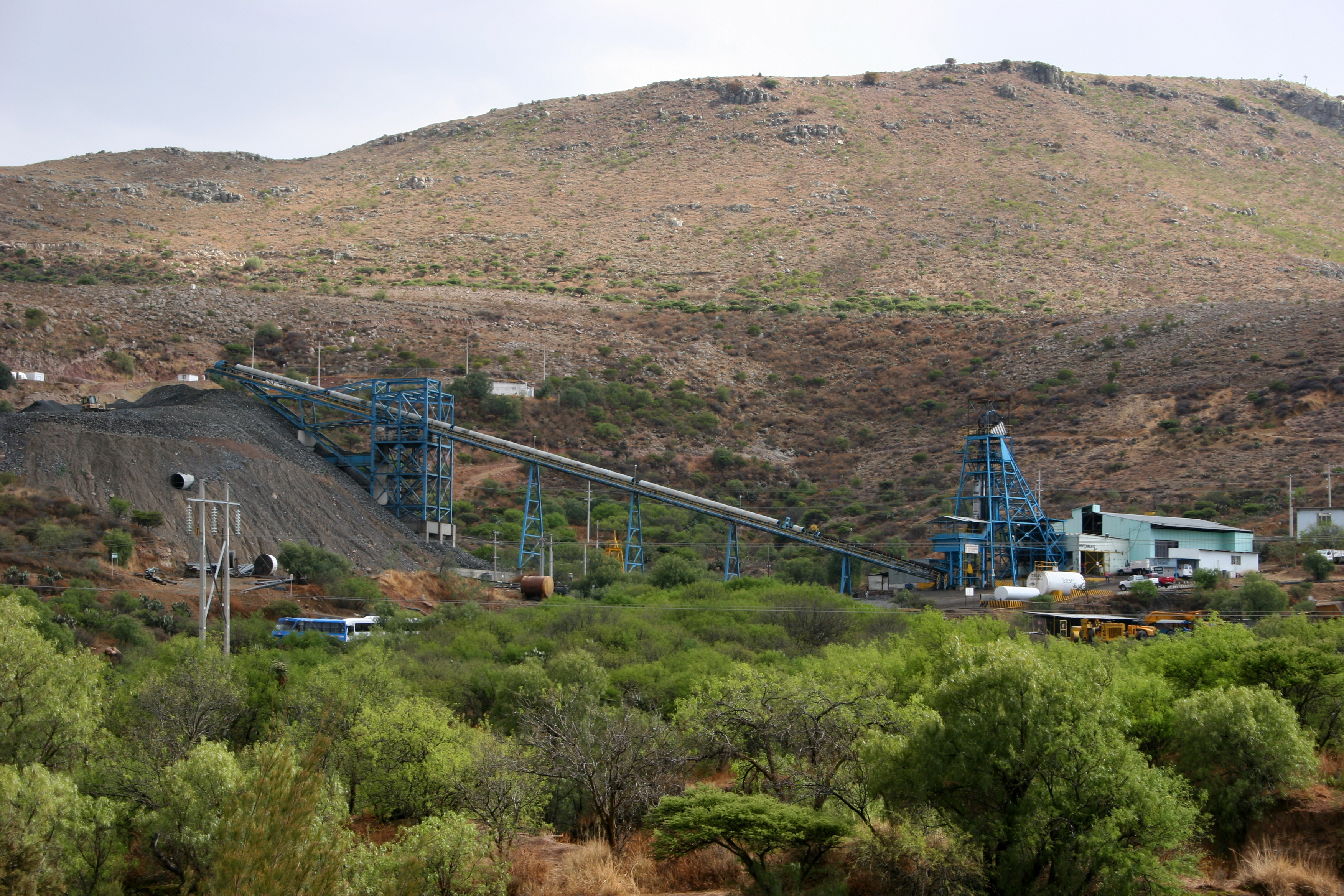
Шахта Санта-Франциска, Асьентос, Агуаскальентес

В 2019 году страна стала крупнейшим в мире производителем серебра, 9-м крупнейшим производителем золота, 8-м крупнейшим производителем меди, 5-м крупнейшим в мире производителем свинца, 6-м крупнейшим в мире производителем цинка, 5-м крупнейшим в мире производителем молибдена, 3-м крупнейшим в мире производителем ртути, 5-м крупнейшим в мире производителем висмута, 13-м крупнейшим в мире производителем марганца и 23-м крупнейшим в мире производителем фосфатов. Страна также является 8-м крупнейшим мировым производителем поваренной соли.
Большинство рудников принадлежат компаниям из Канады и США. Шахта Пеньяскито, крупнейшая в стране по добыче золота и вторая по серебру, принадлежит американской компании Newmont Mining. Второй по значимости горнодобывающий комплекс Эль-Лимон — Гуахес принадлежит канадской компании Torex Gold. Серебряно-полиметаллический рудник Серро-Лас-Минитас находится в собственности канадской компании Southern Silver Exploration. В число крупнейших мексиканских горнодобывающих компаний входят Peñoles, Fresnillo plc и Grupo México.
В апреле 2022 года Сенат принял закон, который национализирует литиевую промышленность в стране. Федеральное правительство будет обладать монополией на все новые литиевые рудники в стране, но существующим предприятиям будет разрешено оставаться в частных руках. Критики этого шага утверждают, что это уже предусмотрено конституцией и что правительству не хватает технических возможностей для добычи основных запасов, которые в основном находятся в глинистых месторождениях, трудно поддающихся разработке. Правительство предприняло аналогичную неудачную попытку национализировать добычу урана в 1980-х годах. Добычей лития из глины в штате Сонора занималась китайская группа Ganfeng Lithium.

## Промышленность

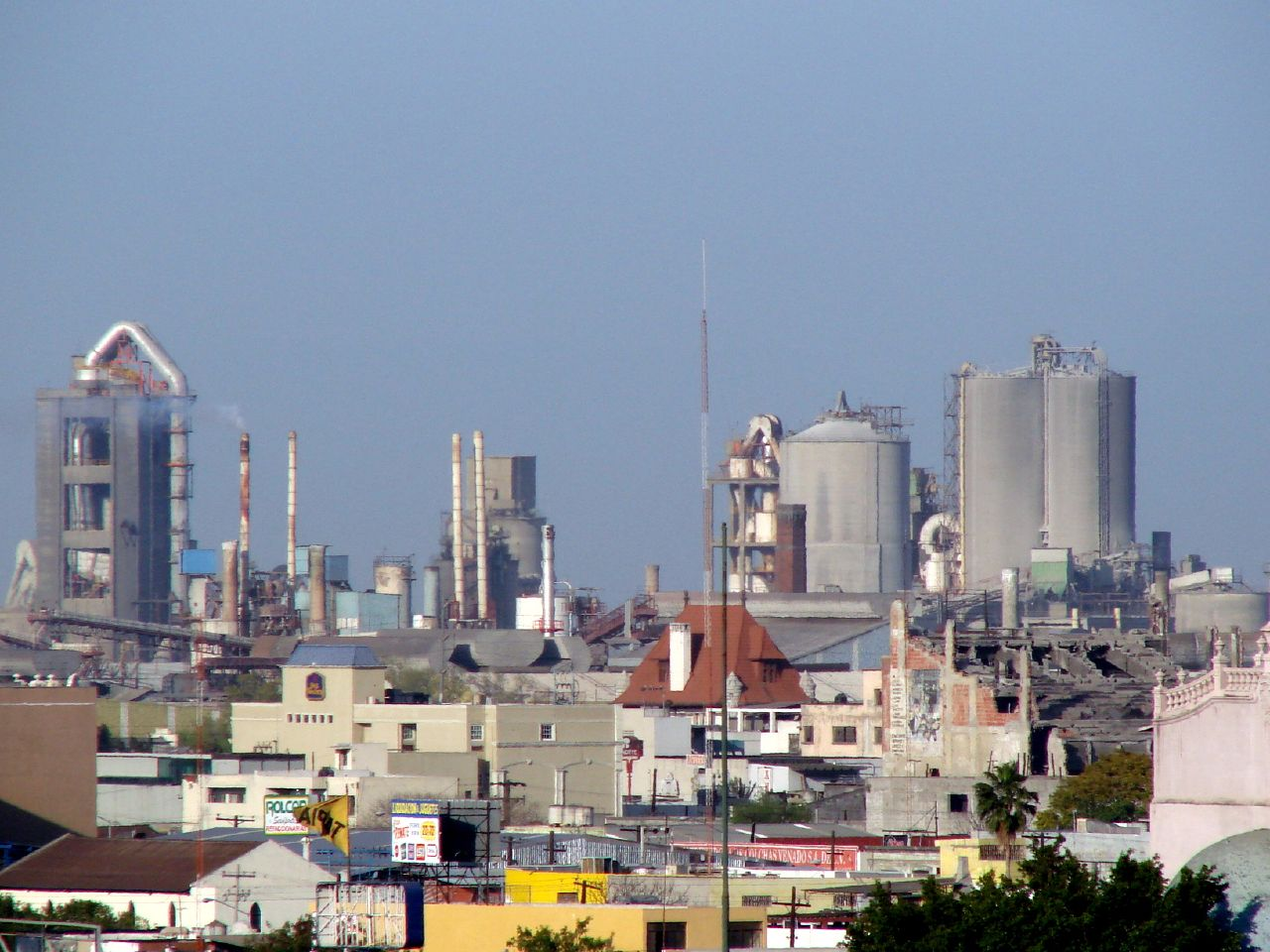
Завод компании Cemex на окраине Монтеррея

### Металлургия
В 2023 году Мексика занимала 14-е место в мире по выплавке стали — 16,3 млн т. Крупнейшей сталелитейной компанией Мексики является Ternium México, мексиканская часть аргентинской группы Ternium. Другие производители стали: Grupo Villacero, Altos Hornos de México, Deacero, Industrias CH, Grupo Simec и мексиканский филиал ArcelorMittal.

### Автомобилестроение

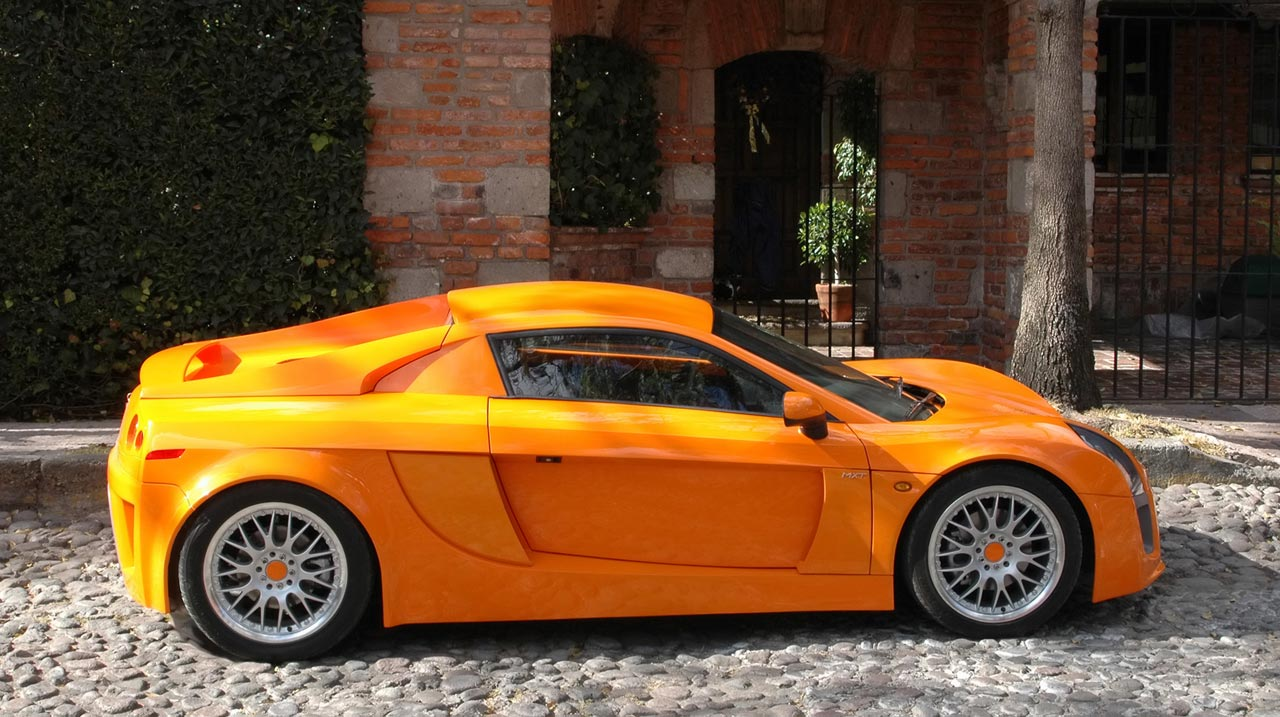
Mastretta-MXT-lg

Автомобильная промышленность — одна из важнейших отраслей промышленности Мексики, в ней занято около 1 млн человек. На экспорт идёт 87 % производимых в стране автомобилей, из этого объёма 79 % направляется в США. Мексика является 4-м крупнейшим экспортёром автомобилей в мире после Германии, Китая и Японии. В 2023 году в стране было произведено 3,526 млн автомобилей, из них 3,071 млн экспортировано, импорт составил 1,36 млн машин.
Мексика является 4-м крупнейшим в мире производителем автокомплектующих, однако около половины комплектующих импортируется, а основном из США, Китая, Японии и Германии.
«Большая детройтская тройка» (General Motors, Ford и Chrysler) работает в Мексике с 1930-х годов, а Volkswagen и Nissan построили свои заводы в 1960-х годах. Позднее свои предприятия открыли Toyota, Honda, BMW, Mercedes-Benz, Hyundai, Mazda, Nissan. Близость к рынку США привлекла в Мексику также и китайских автопроизводителей, таких как BYD, JAC Motors, Great Wall Motor и Geely.
Около половины производства автомобилей приходится на регион Бахио в центральной части страны, в частности штаты Агуаскальентес с крупным заводом Nissan; Гуанахуато с предприятиями General Motors, Volkswagen, Mazda и Honda; Сан-Луис-Потоси, где имеются заводы General Motors и BMW. Второй по значимости промышленный кластер расположен вдоль границы с США, это штаты Нижняя Калифорния с заводом Toyota; Сонора и Чиуауа, где разместились макиладорас компании Ford; Коауила с предприятиями Daimler Truck, Stellantis и General Motors; Нуэво-Леон, где развивается производство электромобилей (Kia, Tesla). Также велика концентрация автомобильных производств в столице, штатах Мехико и Пуэбла.
Среди мексиканских компаний отрасли можно выделить DINA (автобусы и грузовики) и Mastretta (легковые автомобили).

### Авиастроение
Аэрокосмическая отрасль Мексики в основном осуществляет производство комплектующих и сборку отдельных узлов и несущих поверхностей, также выпускает беспилотники и наноспутники. Предприятия отрасли расположены преимущественно на севере страны. Крупнейшим работодателем является французская группа Safran, у которой в Мексике 17 заводов. Свои заводы в стране имеют производители авиадвигателей GE Aerospace и Rolls Royce.
Развиваться отрасль начала в 1960-х годах открытием заводов американских и канадских компаний, в частности Collins Aerospace (1969 год, теперь часть Raytheon Technologies), Bombardier (2004 год), Beechcraft (2007 год), Fokker Technologies. Местные компании, такие как Oaxaca Aerospace и Horizontec/CENTA, выпускают тренировочные самолёты.

### Электроника

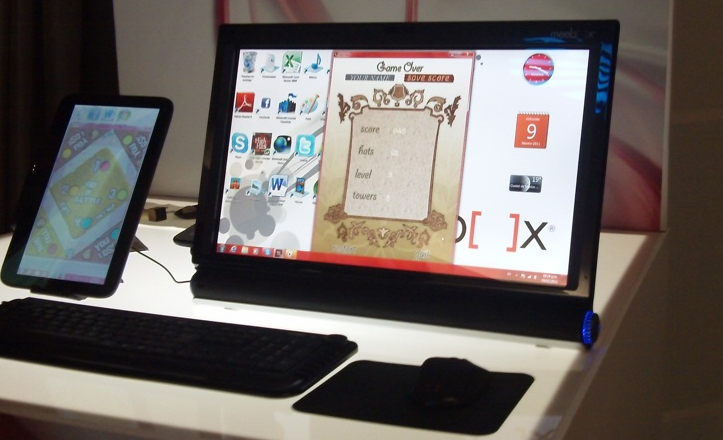
Планшетный компьютер и компьютер/телевизор с сенсорным экраном производства мексиканской компании Meebox

Мексика является одним из крупнейших в мире производителей и экспортёров электроники. Рост стоимости рабочей силы в Китае и торговая война между США и Китаем привели к повышению значения мексиканской электронной промышленности, только в период с 2020 по 2023 год общая площадь производственных предприятий отрасли в Мексике выросла на 30 %. Возможность обходить тарифы, введённые США, привлекают в Мексику и компании из Китая, в частности Hisense.
Наибольшую долю в экспорте электроники, который составляет 150 млрд долларов в год, имеют компьютерная техника, плоскопанельные телевизоры и смартфоны. Основными направлениями экспорта являются США, Канада, Колумбия, Франция и Нидерланды. Наибольшее количество предприятий отрасли находится в штатах Нижняя Калифорния, Чиуауа и Халиско, а также столица страны.
В Мексике отсутствует конкурентоспособная полупроводниковая промышленность. Предприятия электронной отрасли осуществляют сборку электроники. Компании, работающие в этой отрасли, можно разделить на три группы: зарубежные производители готовых изделий (такие как Samsung Electronics, Dell, Lenovo), контрактные производители (Foxconn, Celestica, Jabil Circuit, Flex) и небольшая группа мексиканских компаний (Lanix, Meebox, Kyoto Electronics).

### Химическая промышленность
Химическая промышленность Мексики производит нефтехимическую продукцию, удобрения, средства защиты урожая (пестициды, инсектициды и др.), промышленные газы, специализированные химикаты, ароматизаторы и лако-красочную продукцию. Сдерживающим фактором для развития отрасли является острая нехватка нефтехимического сырья, а также некоторых неорганических веществ (аммиака, серы); импорт сырья составляет около 30 млрд долларов в год, что намного превосходит экспорт продукции.
Крупнейшая химическая компания страны — Alpek, входящая в промышленный конгломерат Alfa, она специализируется на нефтехимии. Основным поставщиком нефтехимического сырья является PEMEX Petroquímica, дочерняя структура национальной нефтяной компании Pemex. В Мексике базируется международная химическая группа Orbia.
Химическая отрасль начала развиваться в Мексике в 1950-х годах, в основном благодаря приходу в страну иностранных компаний. После финансового кризиса 1976 года рост замедлился, а с 1990-х годов почти прекратился.

### Текстильная промышленность
Текстильная промышленность как важная экспортная отрасль мексиканской экономики начала развиваться в конце XIX века. Рост отрасли ускорился с 1960-х годов с появлением крупных ориентированных на экспорт предприятий — макиладорас. В конце 1990-х годов отрасль начала приходить в упадок из-за переноса производства в Китай, а позже в Бангладеш и другие страны Азии.
По состоянию на 2022 год в отрасли было занято 640 тыс. человек, на неё приходилось 3 % ВВП. Экспорт текстильной продукции составил 4,3 млрд долларов, 70 % экспорта приходилось на США, при этом Мексика была лишь 4-м крупнейшим экспортёром текстиля в Соединённые Штаты.

### Пищевая промышленность
Крупнейшей компанией страны в сфере пищевой промышленности является Grupo Bimbo, производитель хлебобулочных изделий. Второе и третье место занимают две компании системы Coca-Cola — Coca-Cola FEMSA и Arca Continental. Sigma Alimentos — крупнейший мексиканский производитель мясной и молочной продукции. Ведущей пивоваренной компанией является Grupo Modelo, принадлежащая международной группе Anheuser-Busch InBev, её самый известный бренд — Corona. Лишь немногим ей уступает мексиканский филиал группы Heineken. Другими крупными компаниями отрасли являются Grupo Lala (молочная продукция), Grupo Gepp (безалкогольные напитки), Bepensa (алкогольные и безалкогольные напитки), Gruma (переработка кукурузы и производство тортильяс), Becle (крупнейший в мире производитель текилы).

## Энергетика
Монополистом на рынке электроэнергии является государственное предприятие Comisión Federal de Electricidad, на которое приходится 70 % генерации электричества, а также все линии электропередач и распределительные сети.
Установленная мощность электростанций Мексики по состоянию на 2022 год составляла 104,3 млрд кВт (14-е место в мире). Основным типом электростанций являются ТЭС (75 % установленной мощности), далее по значимости следуют ГЭС (10 %), ветряные (6 %), солнечные (4 %), АЭС (3 %, 2 реактора на АЭС Лагуна-Верде), геотермальные (2 %) и ТЭС на биомассе (1 %).
Потребление электроэнергии в 2022 году составило 297 млрд кВт·ч (15-е место в мире), экспорт электроэнергии — 1,45 млрд кВт·ч, импорт — 4,55 млрд кВт·ч, потери при передаче — 39,3 млрд кВт·ч.
Запасы угля в 2022 году оценивались в 1,21 млрд т, добыча составляла 7,5 млн и, а потребление — 18,4 млн т, таким образом, Мексика является импортёром угля.
Запасы природного газа оцениваются в 180,3 млрд м³, добыча за 2022 год состааила 31,4 млрд м³, а потребление — 90,6 млрд м³. Запасы сланцевого газа оцениваются в 15,4 трлн м³ (6-е место в мире), но они не разрабатываются из-за отсутствия технологий и доступности импорта газа из США

### Нефть

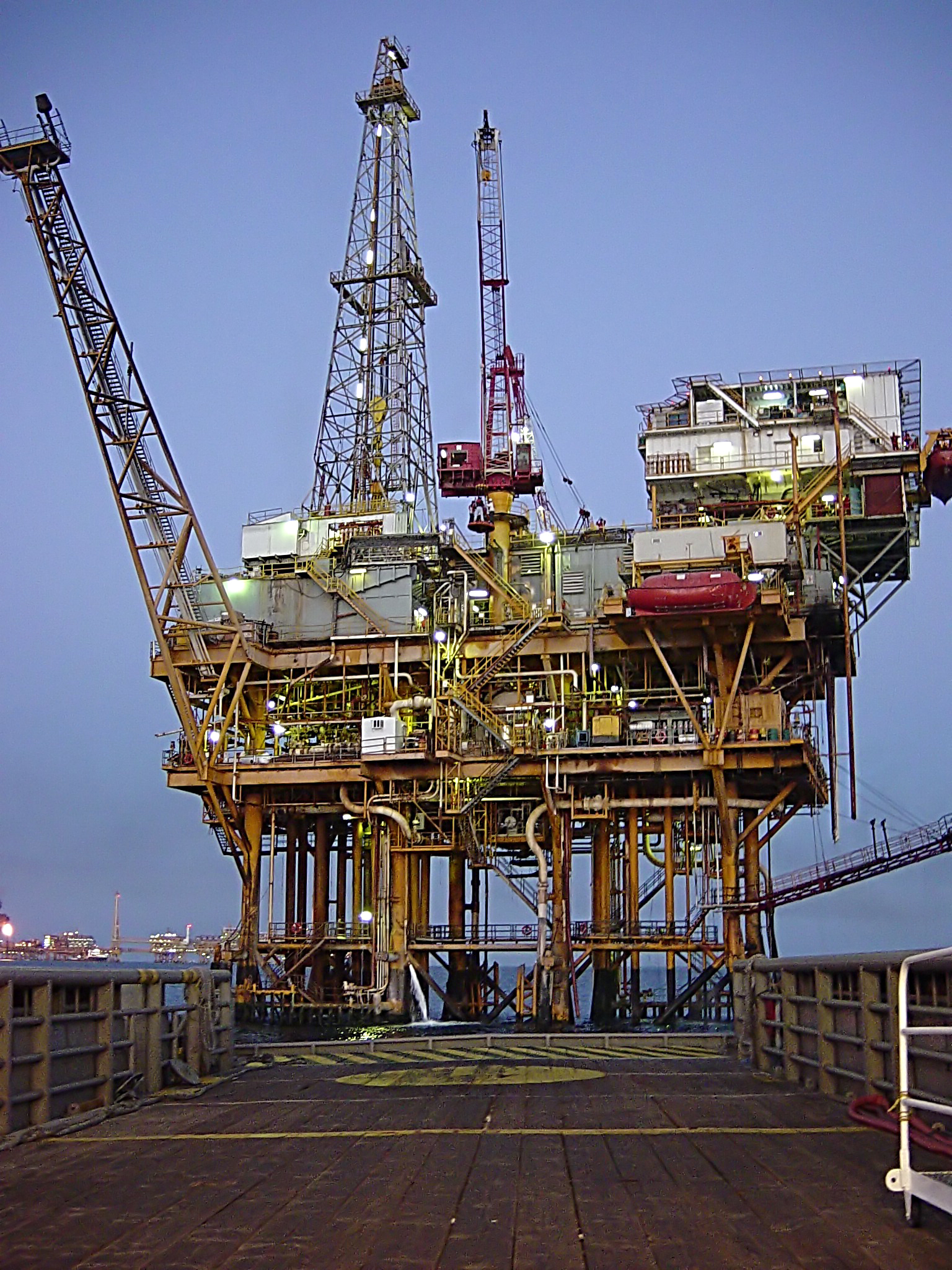
Морская нефтяная платформа компании Pemex недалеко от побережья Сьюдад-дель-Кармен

Запасы нефти по состоянию на 2021 год оценивались в 6 млрд баррелей (21-е место в мире). При этом запасы в 2007 году оценивались в 12,4 млрд баррелей, сокращение запасов в основном связано с исчерпанием месторождения Кантарел. Второе по значимости месторождение, Чиконтепек, трудное для разработки и содержит тяжёлую нефть, а месторождение Ноксал было признано нерентабельным для разработки. Средний уровень добычи в 2023 году составлял 1,936 млн баррелей в день (11-е место в мире).
Минеральные ресурсы по конституции являются государственной собственностью, государственная компания Pemex имела монополию на разведку, добычу и продажу нефти. В 2013 году в конституцию были внесены поправки, разрешившие работу частных нефтедобывающих компаний. Pemex облагается высокими налогами, составляющими почти 62 % от объёма продаж компании, что является значительным источником дохода для правительства (20 % поступлений в бюджет в 2022 году). В то время как нефтяная промышленность все ещё имеет значение для государственного бюджета, её значимость в ВВП и экспорте неуклонно падает с 1980-х годов. В 1980 году экспорт нефти составлял 61,6 % от общего объёма экспорта, а к 2000 году — только 7,3 %.
За 2022 год в США было экспортировано 637 млн баррелей нефти, за тот же период из США было импортировано 1,8 млрд баррелей нефтепродуктов (72 % потребления нефтепродуктов в Мексике).

## Сфера услуг
В 2013 году на долю третичного сектора, по оценкам, приходилось 59,8 % ВВП Мексики. В 2011 году в сфере услуг было занято 61,9 % трудоспособного населения. В этот раздел входят транспорт, торговля, складское хозяйство, ресторанный и гостиничный бизнес, искусство и развлечения, здравоохранение, образование, финансовые и банковские услуги, телекоммуникации, а также государственное управление и оборона. Сектор услуг Мексики очень силён, и в 2001 году он потеснил сектор услуг Бразилии как крупнейший в Латинской Америке в долларовом выражении.

### Финансы

#### Банковская система

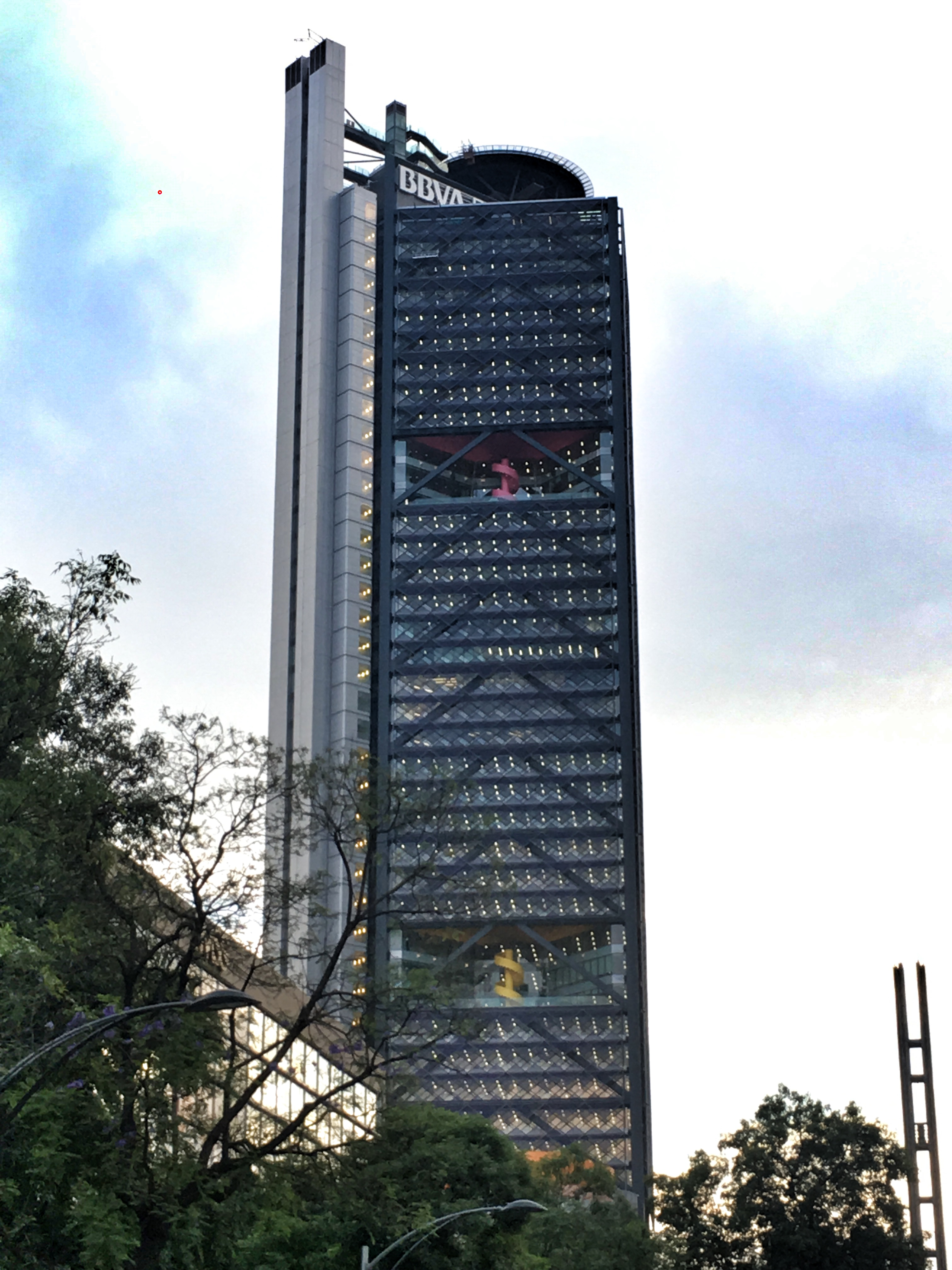
Башня BBVA Bancómer

Банк Мексики (Banco de México, сокр. Banxico) — центральный банк Мексики — автономное государственное учреждение, управляющий которого назначается президентом и утверждается законодательным органом, перед которым он несет полную ответственность. Функции Banco de México изложены в 28-й статье конституции и расширены в Законе о денежном обращении Мексиканских Соединённых Штатов. Основной задачей Banco de México является достижение стабильности покупательной способности национальной валюты. Он также является кредитором последней инстанции.
В финансовом и банковском секторе доминируют иностранные финансовые группы. В стране в 2023 году работало 33 местных банка, 21 филиал зарубежных банков, 1 публичный банк и 6 банков развития. Крупнейшим финансовым учреждением Мексики является BBVA México, этот банк был основан в 1932 году под названием Bancomer, был национализирован в 1982 году, приватизирован в 1991 году, с 2004 года полностью контролируется испанской группой BBVA. На втором месте Grupo Financiero Banamex, основанный в 1884 году, с 2001 года дочерняя структура американской Citigroup. Единственный крупный коммерческий банк страны с миксиканским владельцем, Banorte, занимает третье место. Также в первую пятёрку входят Santander México, филиал испанской группы Santander и HSBC México, принадлежащий британскому холдингу HSBC. Из региональных банков крупнейшим является Banco del Bajío.

#### Страхование
Крупнейшей страховой компанией Мексики является Grupo Nacional Provincial, входящая а состав финансово-промышленного конгломерата Grupo BAL. Также значительную роль на страховом рынке Мексики играют Qualitas Compania De Seguros и филиалы международных страховых групп, таких как Mapfre, AXA, MetLife и Chubb.

#### Рынок ценных бумаг

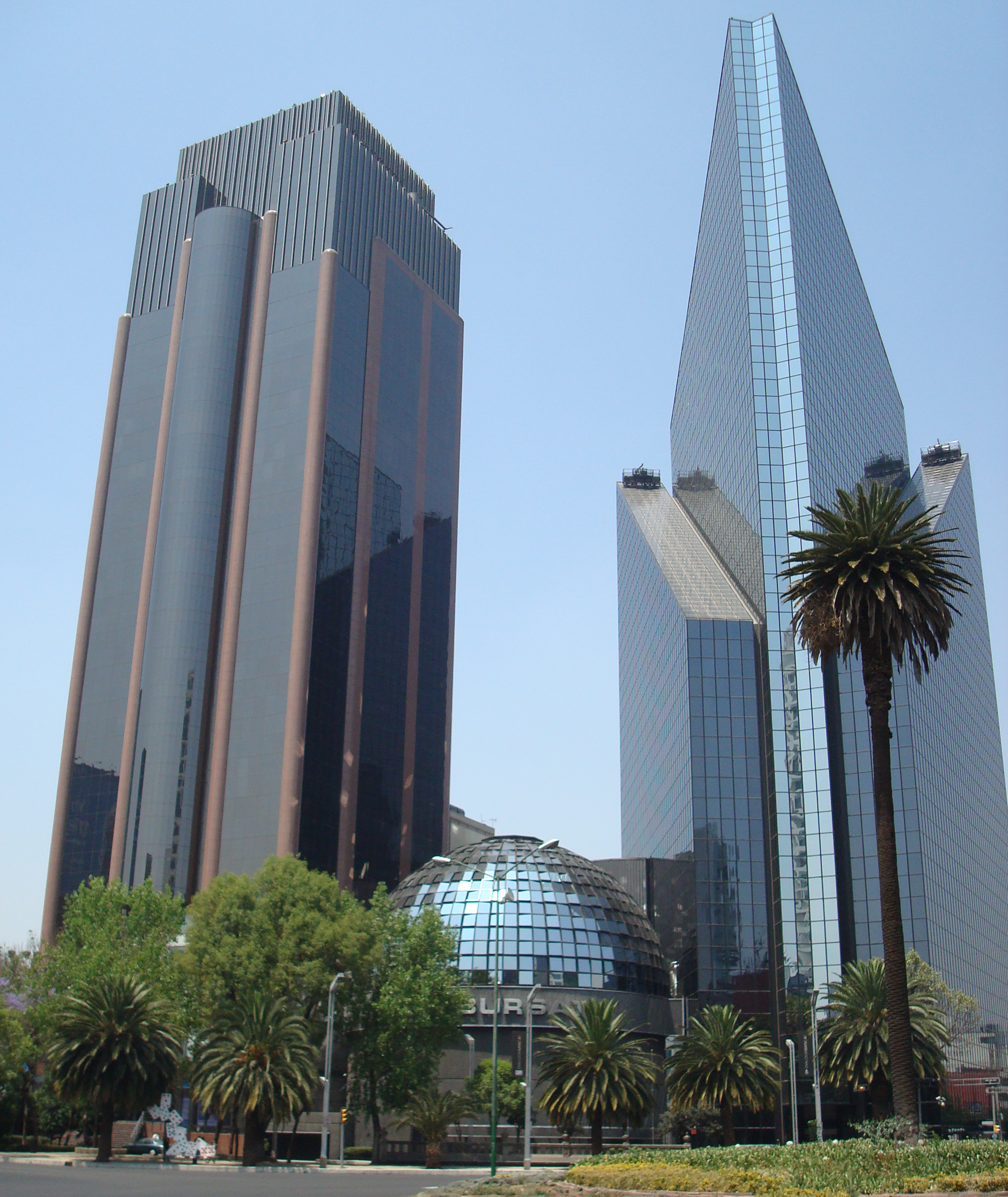
Мексиканская фондовая биржа

В Мексике существует единый рынок ценных бумаг — Мексиканская фондовая биржа (Bolsa Mexicana de Valores). Это вторая по величине биржа в Латинской Америке после бразильской. Общая рыночная капитализация BMV в 2023 году составляла 500 млрд долларов (25-е место в мире). В 2023 году на бирже котировались акции 131 компании; сравнительно небольшое число публичных компаний объясняется тем, что в экономике Мексике большую роль играют частные компании и филиалы транснациональных корпораций.

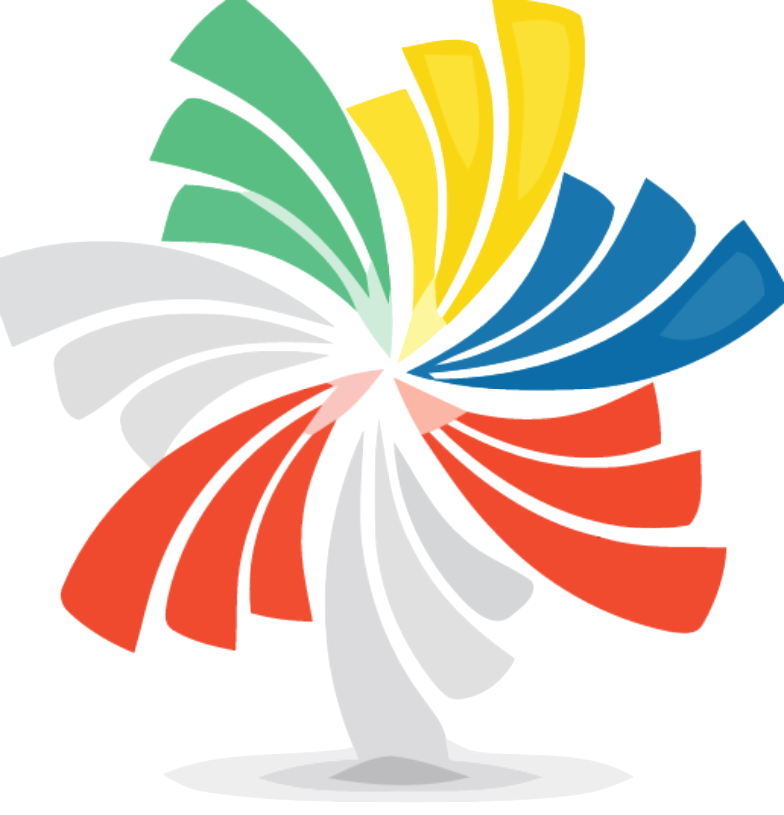
Логотип Тихоокеанского альянса; с 2014 года он включает систему Mercado Integrado Latinoamericano, объединяющую фондовые биржи Мексики, Перу, Чили и Колумбии

Основным индексом Мексиканской фондовой биржи является Índice de Precios y Cotizaciones (IPC, общий индекс акций). В него входят акции 35 компаний с наибольшей рыночной капитализацией. В число крупнейших компаний входят América Móvil, крупнейший в Латинской Америке оператор мобильной связи; Grupo Bimbo, крупнейшая в мире хлебопекарская компания; Cemex, один из крупнейших в мире производителей цемента; Wal-Mart de México, дочерняя компания американской компании розничной торговли Walmart. Состав IPC корректируется каждые шесть месяцев, при этом отбор направлен на включение наиболее ликвидных акций с точки зрения стоимости, объёма и количества торгов. Акции наиболее крупных компаний Мексики также входят в индекс латиноамериканских бирж S&P Latin America 40.
Фондовый рынок Мексики тесно связан с развитием событий в США. Так, волатильность на фондовых биржах Нью-Йорка и Nasdaq, а также изменения процентных ставок и экономических ожиданий в США могут повлиять на результаты мексиканских акций. Это объясняется как экономической зависимостью Мексики от США, так и большим объёмом торговли мексиканскими акциями через американские депозитарные расписки (АДР).

### Транспорт
По состоянию на 2020 год в Мексике было зарегистрировано 16 авиакомпаний, национальным авиаперевозчиком является Aeroméxico, также к крупным авиакомпаниям относятся Volaris и VivaAerobus. Мексика занимает 4-е место в мире по количеству аэропортов — 1485, также имеется 460 гелипортов. Самым загруженным аэропортом является Международный аэропорт имени Бенито Хуареса (Мехико), далее следуют аэропорты Канкуна, Гвадалахары, Монтеррея, Тихуаны и Лос-Кабос.
Трубопроводный транспорт включает 17,2 тыс. км газопроводов, 9,8 тыс. км нефтепроводов и 10,2 тыс. км трубопроводов для нефтепродуктов.
Железнодорожная сеть Мексика занимает 12-е место в мире по протяжённости — 23,4 тыс. км; колея стандартная (1435 мм), электрифицировано только 27 км; развито товарное железнодорожное сообщение с США. Протяжённость автомобильных дорог — 705 тыс. км, из них 175 тыс. км с твёрдым покрытием, 10,8 тыс. км — скоростные автострады. В междугородних перевозках основным видом транспорта являются автобусы.
Под мексиканским флагом в 2023 году ходило 674 судна, в том числе 32 танкера, 4 балкера. В стране есть 35 портов, но ни один из них не относится к крупным; наибольшие из них — Акапулько, Веракрус, Мансанильо, Масатлан, Тампико, Туспан и Энсенада.

### Телекоммуникации
На рынке телекоммуникаций Мексики доминирует компания Карлоса Слима América Móvil, предоставляющая услуги мобильной и стационарной связи в Мексике и ряде других стран Латинской Америки. Конкуренцию ей составляют мексиканские филиалы американской корпорации AT&T и испанской Telefónica. На рынке связи страны также работают медиаконгломерат Televisa, холдинг Grupo Salinas и компания Megacable. В Мексике базируется крупный частный оператор спутниковой связи Satmex, обслуживающий Северную и Южную Америку.
По уровню развития телекоммуникаций Мексика имеет весьма посредственные показатели — в 2022 году на 100 жителей приходится 21 линия стационарной телефонии, 100 подписок на услуги сотовой связи (во многих странах этот показатель значительно больше 100, например 125 в КНР и 110 в США) и 76 пользователей интернета (17 — с широкополосным доступом).

### Масс-медиа
Крупнейшими телекомпаниями Мексики являются Televisa и TV Azteca, также есть большое количество частных региональных телекомпаний.
Национальным информационным агентством является Notimex, основанное в 1968 году. Среди популярных мексиканских газет: Excélsior, El Universal, Reforma, La Jornada.

### Розничная торговля

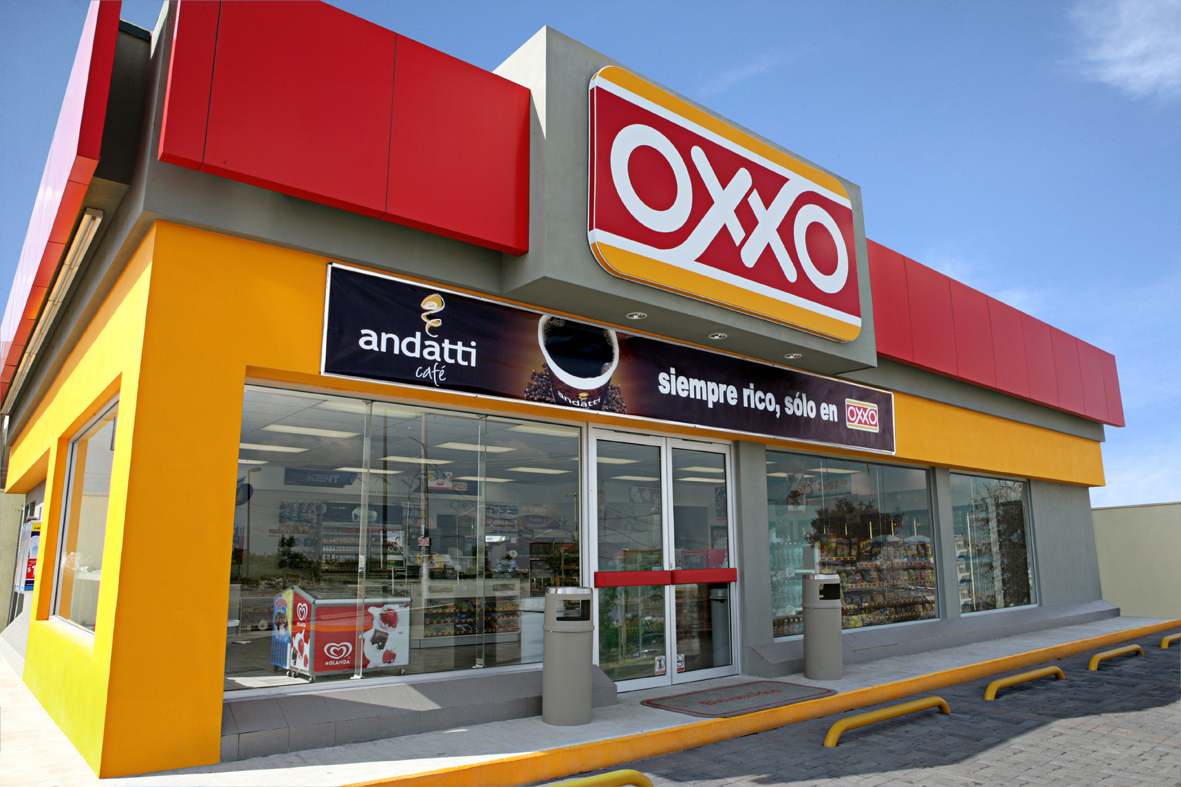
Магазин OXXO в Канкуне, Кинтана-Роо

Оборот розничного сектора Мексики в 2023 году составлял 434 млрд долларов, включая электронную коммерцию, оцениваемую в 29 млрд долларов. Крупнейшей розничной компанией является Wal-Mart de México, конкуренцию ей составляют FEMSA (сеть магазинов и автозаправок Oxxo), Soriana (гипермаркеты и супермаркеты), Coppel (универмаги), Liverpool (универмаги), Mercado Libre (электронная коммерция), Farmacias Guadalajara (аптеки), Costco (супермаркеты), The Home Depot (хозяйственные магазины), Chedraui (гипермаркеты и супермаркеты).

### Туризм

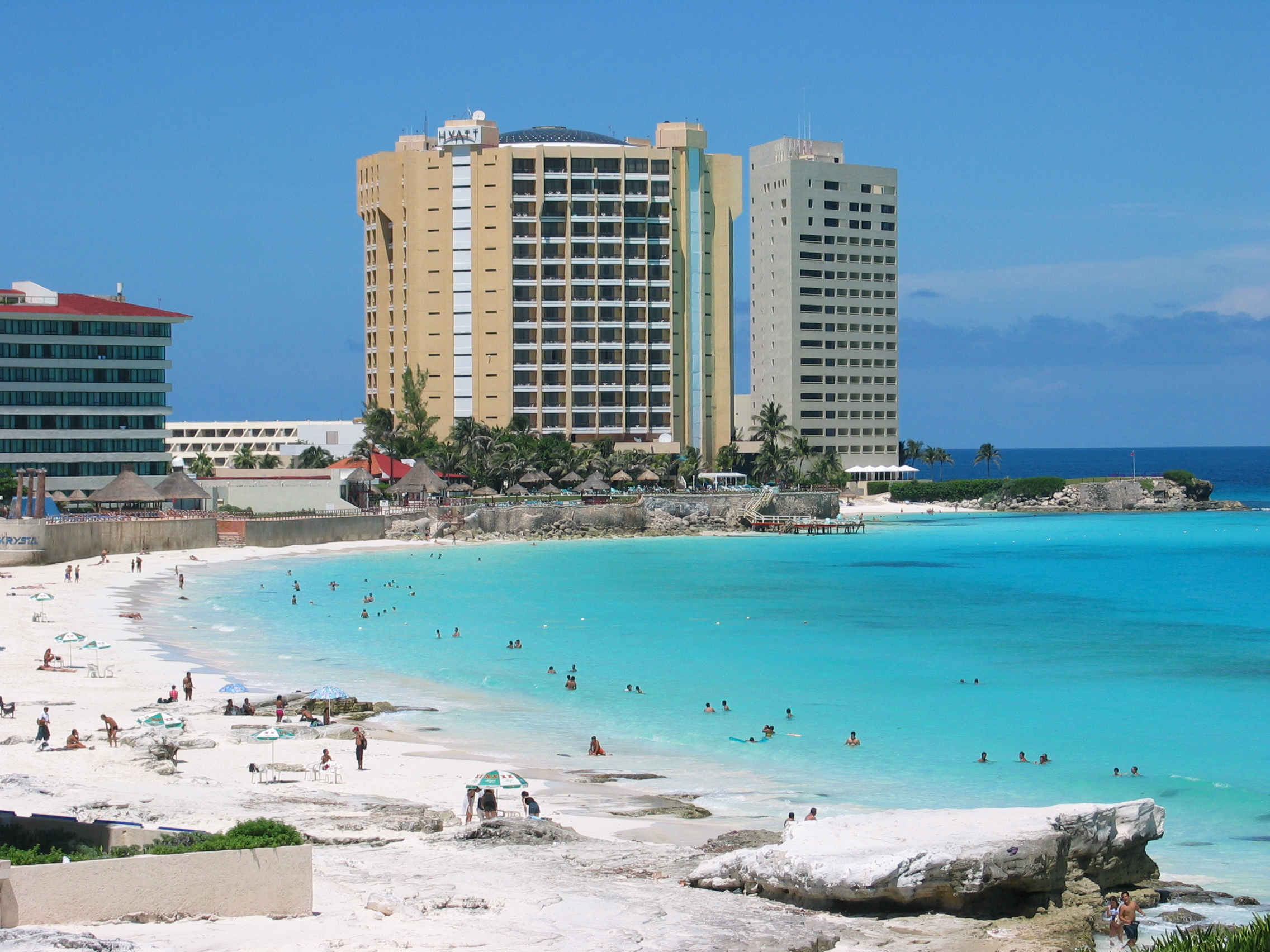
Пляж в Канкуне

Туризм — одна из важнейших отраслей экономики Мексики. Страну ежегодно посещают около 40 млн туристов, Мексика по этому показателю занимает 1-е место в Латинской Америке и 7-е место в мире. Более половины туристов приезжают в Мексику из США, также много посетителей из Канады, Колумбии, Великобритании и Бразилии.
Среди самых посещаемых мест страны: столица Мехико; Ривьера Майя, курортный регион на побережье Мексиканского залива, включающий города Канкун, Тулум и остров Косумель; курортные города тихоокеанского побережья Акапулько, Пуэрто-Вальярта и Кабо-Сан-Лукас.

## Международная торговля
Мексика — страна с ориентированной на торговлю экономикой, доля импорта и экспорта в ВВП которой в 2019 году составит 78 %. В 2020 году Мексика занимала одиннадцатое место в мире по экспорту товаров и тринадцатое место по импорту товаров, обеспечивая 2,4 % и 2,2 % мировой торговли соответственно. С 1991 по 2005 год мексиканская торговля выросла в пять раз. Мексика является крупнейшим экспортером и импортером в Латинской Америке; в 2020 году только Мексика экспортировала на $417,7 млрд, что примерно равно сумме экспорта следующих пяти крупнейших экспортеров (Бразилии, Чили, Аргентины, Перу и Колумбии).
Торговля Мексики полностью интегрирована с торговлей её североамериканских партнеров: на 2019 год около 80 % мексиканского экспорта и 50 % импорта приходилось на США и Канаду. Тем не менее, NAFTA не привела к диверсификации торговли. В то время как торговля с США с 1993 по 2002 год выросла на 183 %, а с Канадой — на 165 %, другие торговые соглашения показали ещё более впечатляющие результаты: торговля с Чили выросла на 285 %, с Коста-Рикой — на 528 %, а с Гондурасом — на 420 %. Торговля с Европейским Союзом за тот же период времени выросла на 105 %.
Экспорт в 2022 году составил 549 млрд долларов, основными вывозимыми товарами были автомобили ($48 млрд), компьютеры ($39 млрд), нефть ($38 млрд), автокомплектующие ($38 млрд), автофургоны ($29 млрд). Мексика была крупнейшим в мире экспортёром автофургонов, пива ($5,95 млрд), тропических фруктов ($3,9 млрд) и томатов ($2,7 млрд), а также, благодаря экспорту авокадо, занимала первое место в категории «другие овощи».
Импорт составил 530 млрд долларов, в основном ввозились нефтепродукты ($43 млрд), автокомплектующие ($29 млрд), комплектующие для офисной техники ($22 млрд), микросхемы ($21 млрд) и природный газ ($16 млрд). Мексика была крупнейшим в мире импортёром стального проката, алюминиевых труб и гофрокартона.

### Соглашения о свободной торговле

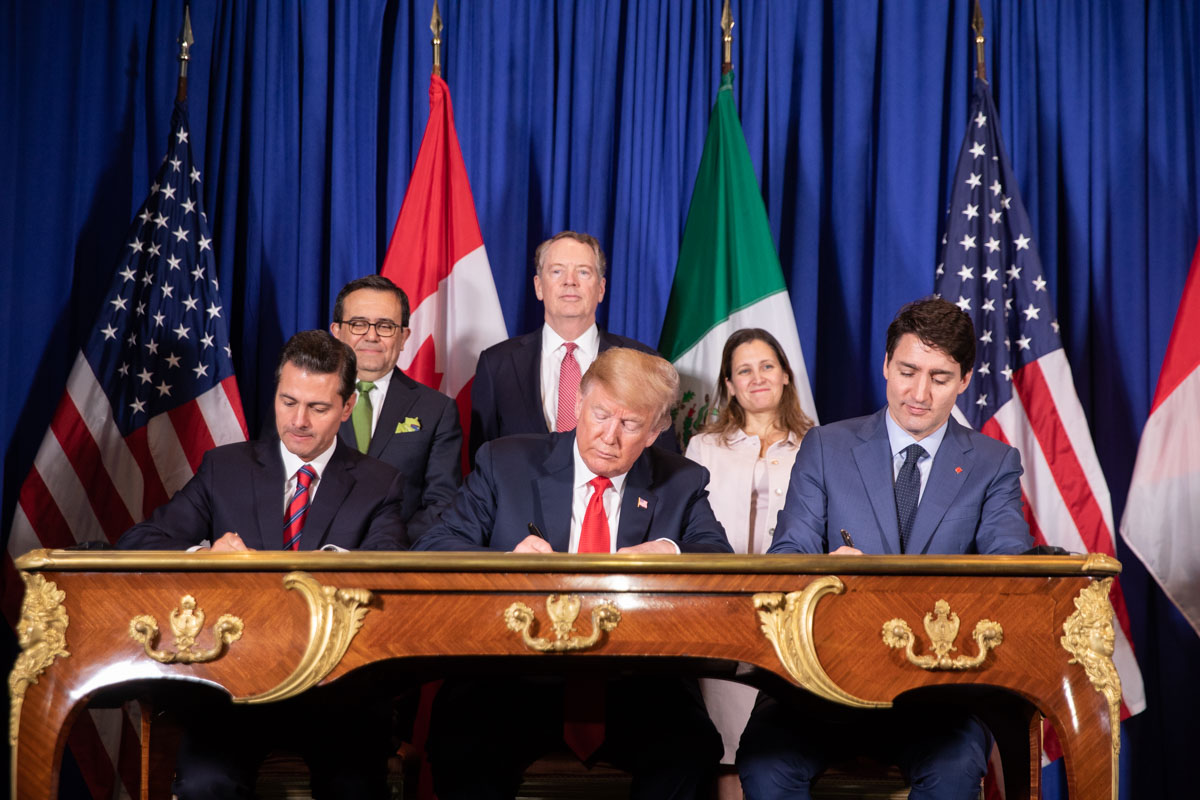
Президент Мексики Энрике Пенья Ньето, президент США Дональд Трамп и премьер-министр Канады Джастин Трюдо подписывают соглашение во время саммита G20 в Буэнос-Айресе, Аргентина, 30 ноября 2018 год

Мексика присоединилась к Генеральному соглашению по тарифам и торговле (GATT) в 1986 году, также является членом Всемирной торговой организации.
Мексика подписала 12 соглашений о свободной торговле с 44 странами:
- Североамериканское соглашение о свободной торговле (NAFTA) (1992), позднее Соглашение США-Мексика-Канада (USMCA) (2019) с США и Канадой;
- Grupo de los tres, Группа трех [стран], или G-3 (1994) с Колумбией и Венесуэлой; последняя решила расторгнуть соглашение в 2006 году;

Страны, с которыми Мексика подписала FTA

- Соглашение о свободной торговле с Коста-Рикой (1994); заменено интегрированным Соглашением о свободной торговле со странами Центральной Америки 2011 года;
- Соглашение о свободной торговле с Боливией (1994); прекращено в 2010 году;
- Соглашение о свободной торговле с Никарагуа (1997); заменено интегрированным Соглашением о свободной торговле со странами Центральной Америки 2011 года;

- Соглашение о свободной торговле с Чили (1998);
- Соглашение о свободной торговле с Европейским Союзом (2000);
- Соглашение о свободной торговле с Израилем (2000);
- Соглашение о свободной торговле с Северным треугольником (2000), с Гватемалой, Сальвадором и Гондурасом; заменено интегрированным Соглашением о свободной торговле со странами Центральной Америки 2011 года;
- Соглашение о свободной торговле с Европейской ассоциацией свободной торговли (ЕАСТ), в которую входят Исландия, Норвегия, Лихтенштейн и Швейцария (2001);
- Соглашение о свободной торговле с Уругваем (2003);
- Соглашение о свободной торговле с Японией (2004);
- Соглашение о свободной торговле с Перу (2011);
- Комплексное соглашение о свободной торговле с Коста-Рикой, Сальвадором, Гватемалой, Гондурасом и Никарагуа (2011);
- Соглашение о свободной торговле с Панамой (2014); и
- Всеобъемлющее и прогрессивное соглашение о Транстихоокеанском партнерстве (CPTPP) (2018).

## Доходы населения
С 1 января 2022 года минимальный размер оплаты труда в Мексике составляет в зависимости от территории и отрасли от 172,87 песо ($8,47) до 222,67 песо ($10,91) в день в основной части страны и 260,34 песо ($12,76) в день вдоль границы Мексики с США, которая имеет особый экономический статус, северной пограничной свободной зоны, состоящей из муниципалитетов, граничащих с США. С 1 января 2023 года минимальный размер оплаты труда в Мексике составляет в зависимости от территории и отрасли от 207,44 песо ($11,01) до 464,51 песо ($24,66) в день в основной части страны и 312,41 песо ($16,59) в день вдоль границы Мексики с США, которая имеет особый экономический статус, северной пограничной свободной зоны, состоящей из муниципалитетов, граничащих с США.

## Миллиардеры
Самыми богатыми гражданами Мексики по состоянию на 2024 год были:
- Карлос Слим — владелец телекоммуникационной компании América Móvil и финансовой группы Inbursa ($90,1 млрд);
- Херман Ларреа Мота-Веласко[англ.] — владелец промышленного конгломерата Grupo México ($30,2 млрд);
- Рикардо Салинас Плиего[англ.] — владелец конгломерата Grupo Salinas[англ.], в который входят сеть магазинов электроники и бытовой техники Grupo Elektra и телекомпания TV Azteca ($10,4 млрд);
- Алехандро Баильерес[англ.] — владелец конгломерата Grupo BAL с интересами в страховании и добыче полезных ископаемых ($7,8 млрд);
- Мария Асунсьон Арамбурусабала[англ.] — глава компании по венчурному финансированию Tresalia Capital ($6,2 млрд);
- Карлос Ханк Рон[англ.] — держатель доли в банке Banorte ($4,1 млрд);
- Фернандо Чико Пардо — держатель доли в операторе аэропортов Grupo Aeroportuario del Sureste ($3,2 млрд);
- Хуан Доминго Бекманн[англ.] — генеральный директор и акционер производителя текилы Jose Cuervo ($3,2 млрд);
- Руфино Вигил Гонсалес — глава стелетитейной компании Industrias CH[фр.] ($3,1 млрд);
- Антонио Дель Валле Руис[англ.] — председатель химической компании Orbia ($2,9 млрд).

## Теневая экономика
Размер теневой экономики оценивается в 29,4 % от ВВП. Наиболее распространённой формой теневой экономики является работа без оформления — в начале 2020-х годов 55 % рабочих в Мексике работали без контракта. Неофициальное трудоустройство широко распространено в сельском хозяйстве и малом бизнесе, также в Мексике большое количество уличных торговцев и нанимающихся в домашнюю прислугу. Основные причины работы без оформления — нехватка официальных рабочих мест и плохо развитое социальное обеспечение.
Другой формой теневой экономики является занижение показателей выручки и экспорта и завышение стоимости импорта, что позволяет компаниям сократить облагаемую налогом сумму. Скрытые таким образом от налоговых органов средства выводятся за рубеж, чаще всего в банки США. По оценкам организации Global Financial Integrity, в период с 1970 по 2010 год из Мексики нелегально было выведено около 1 трлн долларов, причём темпы оттока неуклонно нарастали, с 3 млрд в год в 1970-х годах до 50 млрд в год в 2010-х годах.
Результатом работы без оформления и сокрытия доходов является то, что сборы налогов в Мексике составляют менее 10 % от ВВП.
Ещё одной крупной проблемой для Мексики являются наркокартели, преступные группировки, осуществляющие производство и контрабанду наркотических средств, а также занимающиеся похищениями и убийствами. На мексиканские картели приходится более половины ввоза наркотиков в США. Марихуана, героин и синтетические наркотики (метамфетамин и фентанил) производятся в Мексике, а для кокаина страна является транзитной. Крупнейшим наркокартелем является Синалоа, ведущий деятельность в половине мексиканских штатов и осуществляющий контрабанду товара в 50 стран мира. Среди других крупных картелей: Картель Нового поколения Халиско, Бельтран Лейва, Лос-Сетас, Guerreros Unidos, Гольфо, Хуареса, Ла Фамилиа Мичоакана. Оборот картелей оценивается в десятки млрд долларов, в результате связанного с наркобизнесом насилия ежегодно в Мексике гибнут десятки тысяч людей.